# Iso Hirviaapa-Lähteenaapa
Iso Hirviaapa-Lähteenaapa este o arie protejată (arie specială de conservare — SAC, sit de importanță comunitară — SCI, arie de protecție specială avifaunistică — SPA) din Finlanda întinsă pe o suprafață de 1.306 ha, integral pe uscat.

## Localizare
Centrul sitului Iso Hirviaapa-Lähteenaapa este situat la coordonatele 65°37′42″N 25°39′10″E / 65.6283°N 25.6528°E.

## Înființare
Situl Iso Hirviaapa-Lähteenaapa a fost declarat sit de importanță comunitară în august 1998 pentru a proteja 10 specii de animale. Alte tipuri de protecție:
- arie de protecție specială avifaunistică (în august 1998)[2]
- arie specială de conservare (în aprilie 2015)[1][3][4]

## Biodiversitate
Situată în ecoregiunea boreală, aria protejată conține 8 habitate naturale: Lacuri și iazuri distrofice naturale, Cursuri de apă de la nivel de câmpie la nivel montan, cu vegetație Ranunculion fluitantis și Callitricho-Batrachion, Turbării active, Izvoare fino-scandinave și mlaștini produse de izvoare bogate în minerale, Turbării Aapa, Taiga vestică, Păduri caducifoliate de mlaștină fino-scandinave, Mlaștini împădurite.
La baza desemnării sitului se află mai multe specii protejate:
- păsări (9): gâscă de semănătură (Anser fabalis), ciuf de câmp (Asio flammeus), prundaș de nămol (Calidris falcinellus), lebădă de iarnă (Cygnus cygnus), șoimul rândunelelor (Falco subbuteo), cocor (Grus grus), becațină mică (Lymnocryptes minimus), ploier auriu (Pluvialis apricaria), fluierar de mlaștină (Tringa glareola)
- mamifere (1): vidră de râu (Lutra lutra)